# PNG Voetbalstadion
Het PNG Voetbalstadion (vanwege de sponsor ook wel Santos Nationaal Voetbalstadion genoemd) is een multifunctioneel stadion in Port Moresby, de hoofdstad van Papoea-Nieuw-Guinea. Tussen 1975 en 2023 werd het stadion ook Boroko Oval en Lloyd Robson Oval genoemd.
Het nationale rugbyelftal van Papoea-Nieuw-Guinea maakt sinds 1975 gebruik van dit stadion. Ook de rugbyclubs Port Moresby Vipers en Papua New Guinea Hunters spelen hier hun thuiswedstrijden.
Op meerdere internationale toernooien werd er gebruikt gemaakt van dit stadion. Zo werden er in 1975 rugbywedstrijden gespeeld tijdens de Pacific Cup 1975 en 2009. Tijdens het wereldkampioenschap rugby league 1985 tot 1988 en 1989 tot 1992 werden er enkele wedstrijden in dit stadion afgewerkt. Het stadion kan ook worden gebruikt voor voetbalwedstrijden, in 2016 toen het wereldkampioenschap voetbal vrouwen onder 20 werd gespeeld in Papoea-Nieuw-Guinea werden er zes wedstrijden in dit stadion gespeeld.